# 岩本良子
岩本 良子（いわもと よしこ）は、日本の女優。神奈川県出身。165センチメートル、57キログラム。

## 来歴
1969年、23歳で第13期東映ニューフェイスとして東映へ入社。同期には成瀬正孝がいる。東映俳優センターに所属。
1971年、『仮面ライダー』で、初の女性怪人として登場した蜂女を演じた。
『仮面ライダー』で共演した主演の藤岡弘、と真樹千恵子は、『仮面ライダー』関連書籍の中で、岩本について「結構大柄で、身長170センチメートル近くあった」（藤岡）、「綺麗な人だった」（真樹）と回顧している。蜂女はマスクの下にも濃いメイクが施されているが、ムックなどにはメイク前の素顔も紹介されている。

## 出演作品

### 映画
- 新宿の与太者（1970年） - 由紀
- ごろつき無宿（1971年） - バレー選手
- ポルノの帝王（1971年） - 研究所のモデル
- 銀蝶渡り鳥（1972年） - マリ
- 夜のならず者（1972年） - かおり
- 喜劇セックス攻防戦（1972年） - マンションの女

### テレビドラマ
- 仮面ライダー（1971年） - 蜂女[2][注釈 1]
  - 第8話「怪異！蜂女」[注釈 2]
  - 第13話「トカゲロンと怪人大軍団」
- キイハンター 第165話「真珠湾から来た謎の女」（1971年） - 看護婦

### CM
- ブリヂストン 自転車ドレミ（1971年） - 蜂女
- ロッテ 仮面ライダーふうせんガム（1971年） - 蜂女[2]